# Sclerophoma pitya
Sclerophoma pitya är en svampart som först beskrevs av Felix von Thümen, och fick sitt nu gällande namn av Franz Xaver von Höhnel 1909. Sclerophoma pitya ingår i släktet Sclerophoma och familjen Dothioraceae.   Inga underarter finns listade i Catalogue of Life.